# Dorfkirche Branderoda

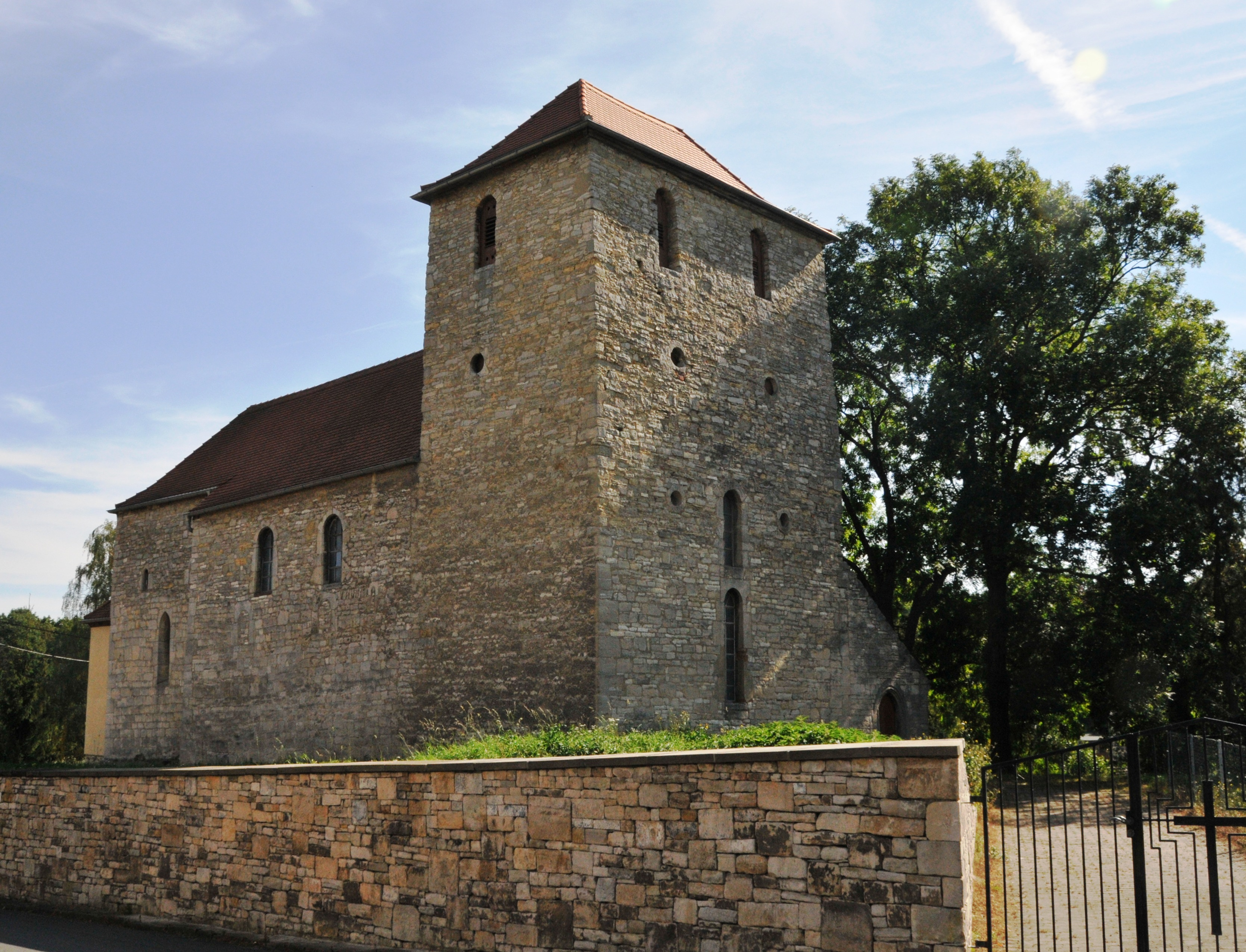
Dorfkirche Branderoda

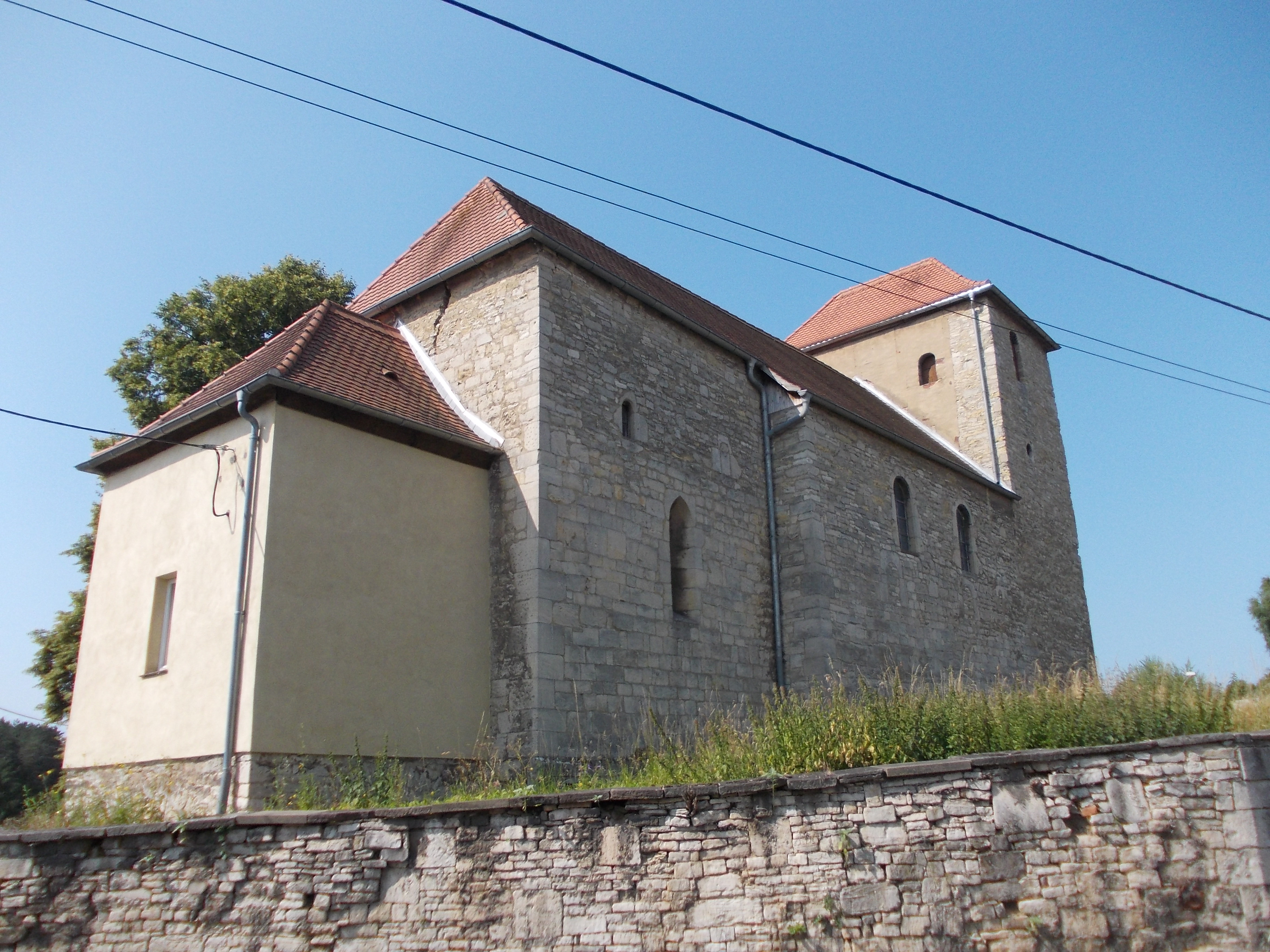
Nordostansicht

Die evangelische Dorfkirche Branderoda ist eine spätromanische Saalkirche im Ortsteil Branderoda von Mücheln (Geiseltal) im Saalekreis in Sachsen-Anhalt. Sie gehört zum Pfarrbereich Braunsbedra im Kirchenkreis Merseburg der Evangelischen Kirche in Mitteldeutschland (EKMD).

## Geschichte und Architektur
Die im Kern spätromanische Kirche mit westlichem Querturm, einem etwas breiteren Schiff und eingezogenem, gerade geschlossenen Chor zeigt noch einige kleine rundbogige Fenster an der Nordwand und im Turm. Die übrigen Fenster und die Anbauten an der Südseite wurden bei einer spätgotischen Erneuerung geschaffen. Das Innere ist durch eine Holztonne über Schiff und Chor abgeschlossen und zeigt eine barocke Hufeisenempore, die mit den Brustbildern der Apostel bemalt ist. An der Südseite ist die ehemalige Patronatsloge eingebaut, deren Prospekt mit Rankenmalerei verziert ist.
Eine Glocke ist mit Minuskelinschrift versehen und stammt aus dem 14. Jahrhundert.

## Ausstattung
Das Hauptstück der Ausstattung ist ein Kanzelaltar aus der Zeit um 1740 mit einem bescheidenen hölzernen Säulenaufbau mit seitlichen Durchgängen und dem bekrönenden Wappen der Dorothea von Bose; ihr Epitaph ist an der Nordwand des Chores aufgestellt († 1746). Eine feingearbeitete, unterlebensgroße, hölzerne Madonna wurde gegen Mitte des 15. Jahrhunderts geschaffen. Eine Kuppa eines romanischen Taufsteins ist ebenfalls erhalten; der Orgelprospekt ist im 18. Jahrhundert entstanden. Ein Inschriftepitaph erinnert an Hippolitha Römer († 1756), mit breiter geschnitzter Rahmung; vor der Schrifttafel ist ein Putto mit Urne und Delphin angeordnet. Ein zweites barockes Epitaph ist mit Wappen und Trophäenrahmung versehen. Zwei figürliche Grabsteine erinnern an Wolf von Berndorf († 1559) und Hans Georg von Löwen († 1640).

## Sonstiges
Im Dachstuhl der Kirche ist eine Population der Kleinen Hufeisennase beheimatet.